# Elliott West
Elliott West (* 19. April 1945 in Dallas, Texas) ist ein US-amerikanischer Historiker. Sein Forschungsschwerpunkt liegt auf dem Westen der Vereinigten Staaten.

## Leben
West studierte von 1965 bis 1967 an der University of Texas at Austin und erhielt dort einen Bachelor of Arts. Anschließend setzte er sein Studium von 1967 bis 1971 an der University of Colorado fort und erhielt dort 1969 einen Master of Arts, sowie 1971 einen Ph.D. West lehrte nun an der University of Texas at Arlington, erst von 1971 bis 1975 als Assistant Professor, dann von 1975 bis 1979 als Associate Professor. 1979 wechselte er an die University of Arkansas, wo er seitdem lehrt. 2003 erfolgte seine Ernennung zum Distinguished Professor.
West gehörte von 1992 bis 1995 dem Board of Trustees der Arkansas Historical Association an. Seit 1985 ist er Mitglied im Editorial Board von Montana, The Magazine of Western History. Des Weiteren gehörte er von 1990 bis 1993 dem Editorial Board der Fachzeitschrift Western Historical Quarterly an und ist seit 1991 General Editor der Buchreihe Histories of Arkansas Series der University of Arkansas Press.  Von 2001 bis 2002 war er der Präsident der Western History Association.
West erhielt 2001 den Charles and Nadine Baum Award der University of Arkansas. 2003 erhielt er den Award of Merit for Contributions to Mining History der Mining History Association. Auch seine Bücher wurden zahlreich ausgezeichnet. So gewann er Western Heritage Award des National Cowboy & Western Heritage Museum in der Kategorie Outstanding Nonfiction Book on the American West insgesamt dreimal, 1990 für Growing Up With the Country, 1996 für The Way to the West und 2010 für The Last Indian War.
Des Weiteren erhielt The Contested Plains 1998 den Ray Allen Billington Prize der Organization of American Historians in der Kategorie Best Book on American Frontier und 1999 den Francis Parkman Prize der Society of American Historians sowie den Caughey Western History Prize der Western History Association. The Way to the West erhielt 1997 den George Perkins Marsh Prize der American Society for Environmental History.
Sein 2003 im Western Historical Quarterly veröffentlichter Artikel Reconstructing Race erhielt 2004 den Spur Award des Schriftstellerverbandes Western Writers of America in der Kategorie Short Nonfiction. 2024 erhielt West für Continental Reckoning: The American West in the Age of Expansion den Bancroft-Preis und den Pulitzer-Preis.
West ist verheiratet und hat fünf Kinder.

## Veröffentlichungen (Auswahl)
- Elliott West: The Saloon on the Rocky Mountain Mining Frontier. (1979, Lincoln: University of Nebraska Press)
- Elliott West: Growing Up With the Country: Childhood on the Far-Western Frontier. (1989, Histories of the Frontier Series, Albuquerque: University of New Mexico Press)
- Paula Petrik, Elliott West [Hrsg.]: Small Worlds: Children and Adolescents in America, 1850-1950. (1992, Lawrence: University Press of Kansas)
- Elliott West: The Way to the West: Essays on the Central Plains. (1995, Albuquerque: University of New Mexico Press)
- Elliott West: Growing Up in Twentieth-Century America: A History and Resource Guide. (1996, Westport, Connecticut: Greenwood Press)
- Elliott West: The Contested Plains: Indians, Goldseekers, and the Rush to Colorado. (1998, Lawrence: University Press of Kansas)
- Rodman W. Paul, Elliott West: Mining Frontiers of the Far West: 1848-1880. (2001, Albuquerque: University of New Mexico Press)
- Elliott West: The Last Indian War: The Nez Perce Story. (2009, Pivotal Moments in American History Series, Oxford University Press)
- Elliott West: Continental Reckoning: The American West in the Age of Expansion (2023, University of Nebraska Press)